# Mine de Dexing
 (mars 2025).
La mine de Dexing est une mine à ciel ouvert de cuivre et d'or située dans le Jiangxi en République populaire de Chine. Elle appartient à Jiangxi Copper.